# Bastián Arce
Bastián Alexis Arce Ramírez (17 de agosto de 1989) es un exfutbolista chileno formado en el club Colo-Colo.

## Trayectoria
Desde los 9 años en las divisiones inferiores de Colo-Colo. Juega en La filial de Colo-Colo que juega en la Tercera División de Chile, y a veces es llamado para jugar partidos oficiales de primera división en el club albo.
Debutó en Primera el 5 de mayo de 2007 en el empate 2-2 entre Cobreloa y su equipo en Calama.
En 2009 parte en calidad de préstamo al Club Social de Deportes Rangers. Ese mismo año se suma a la lista de futbolistas contagiados por la gripe A (H1N1).
Luego de descender con Rangers por un error administrativo provocado por el técnico Óscar del Solar, llega a Santiago Morning para jugar durante el año 2010.
Se retiró a mediados de 2015 tras jugar en Deportes Linares.

## Selección nacional
Ha sido Seleccionado Nacional con la Selección de fútbol de Chile a nivel Sub-17 en el Sudamericano SUB 20 de Venezuela de 2009. Ese mismo año, fue parte de la selección SUB 21 que resultó campeona del Torneo Esperanzas de Toulon, aunque él no participó en ningún encuentro.

## Clubes
| Club                  | País  | Año       |
| --------------------- | ----- | --------- |
| Colo-Colo             | Chile | 2007-2008 |
| Rangers de Talca      | Chile | 2009      |
| Santiago Morning      | Chile | 2010-2011 |
| Provincial Osorno     | Chile | 2012      |
| Deportes Puerto Montt | Chile | 2013      |
| Iberia                | Chile | 2013-2014 |
| Deportes Linares      | Chile | 2014-2015 |

## Palmarés

### Campeonatos nacionales
| Título           | Club                  | País  | Año       |
| ---------------- | --------------------- | ----- | --------- |
| Primera División | Colo-Colo             | Chile | 2007-A    |
| Primera División | Colo-Colo             | Chile | 2007-C    |
| Primera División | Colo-Colo             | Chile | 2008-C    |
| Segunda División | Iberia de Los Ángeles | Chile | 2013-T    |
| Segunda División | Iberia de Los Ángeles | Chile | 2013/2014 |